# Nowina (Piotrowo)
Nowina – część wsi Piotrowo w Polsce, położona w województwie wielkopolskim, w powiecie szamotulskim, w gminie Obrzycko. Wchodzi w skład sołectwa Piotrowo.
W latach 1975–1998 Nowina należała administracyjnie do województwa poznańskiego.